# Саначин, Павел Алексеевич
Павел Алексеевич Саначин (12 июля 1918, Берсут, Благовещенско-Омарская волость, Мамадышский уезд, Казанская губерния, РСФСР — 5 мая 1984, Казань) — заслуженный архитектор РСФСР (1975), председатель Государственного комитета Татарской АССР по строительству (1979—1984).

## Биография
Родился 12 июля 1918 года в посёлке Берсут в семье лесников. В 1925 году его отец получил работу в Татнаркомземе, и семья Саначиных переехала в Казань. Учится в казанской средней школе № 1, электротехническом и авиационном техникумах. В 1939 году окончил Казанский институт инженеров коммунального строительства по специальности «инженер-строитель». После окончания учёбы начал работать в 14-м тресте, строившем Казанский авиационный завод. Через некоторое время был призван на военную службу.
Во время войны с Германией служил в 135 отдельном моторизованном понтонно-мостовом батальоне 6-й понтонно-остовой бригады, начав войну командиром взвода и дослужившись до заместителя командира батальона. Награжден орденами Богдана Хмельницкого, Отечественной войны, Красной Звезды и медалями.
После освобождения от военной службы вернулся в Казань и устроился на работу в Управление архитектуры при Совете Министров Татарской АССР. С 1952 по 1962 год — главный архитектор КБ «Татпроект». Одновременно с этим с 1958 по 1962 год был председателем правления Татарского отделения Союза архитекторов СССР.
В 1962—1979 годах глава Управления по делам строительства и архитектуры при Совете Министров ТАССР; после преобразования его в Государственный комитет ТАССР по строительству был его главой до своей смерти.
Умер 5 мая 1984 года. Похоронен на Арском кладбище.

## Работы П. А. Саначина
Под руководством П. А. Саначина разрабатывались генеральные планы Зеленодольска (1948-1953), Бугульмы (1950-1956), Лениногорска (1950, в соавторстве с Рашидом Муртазиным), Чистополя (1951, в соавторстве с Рашидом Муртазиным), Альметьевска (1951, в соавторстве с Рашидом Муртазиным), Набережных Челны, Азнакаева, Дербышек.

### В Казани
- комплекс зданий Казанского ветеринарного института (Сибирский тракт, 35-39, 1955-1961 годы, совместно с Георгием Солдатовым[тат.])
- Центральный стадион им. В.И. Ленина (улица Ташаяк, 2, 1960 год, совместно с Андреем Спориусом)
- здание Татарского обкома КПСС (площадь Свободы, 1962 год, соавтор Осия Берим[тат.]; снесено в 2002 году)
- главный павильон ВДНХ ТАССР (Оренбургский тракт, 8, 1954-1955 годы, совместно с Георгием Солдатовым)
- здание дворца пионеров (улица Галактионова, 24, 1956 год)
- административное здание РУ «Казэнерго» (улица Пушкина, 1/55, 1949 год, совместно с Георгием Солдатовым)
- дом политического просвещения ОК КПСС (улица Баумана, 20/5, 1966 год, совместно с Георгием Солдатовым и Алексеем Спориусом)
- жилой дом предприятия п/я № 230 (улица Пушкина, 7-9, 1952 год, совместно с Георгием Солдатовым и Искандером Валеевым[тат.])
- «обкомовский» дом (улица Большая Красная, 57б, 1958 год, совместно с Георгием Солдатовым)
- жилой дом обкома ВКП(б) (улица Горького, 21а, 1952 год, совместно с Георгием Солдатовым)
- жилой дом мелькомбината (улица Декабристов, 183, 1952-1954 год, совместно с Георгием Солдатовым)
- жилой дом МГБ (улица Маяковского, 28, 1953 год, совместно с Георгием Солдатовым)
- жилой дом предприятия п/я № 423 (улица Пушкина, 5, 1953-1954 годы, совместно с Георгием Солдатовым и Искандером Валеевым)
- жилой дом комбината «Спартак» (угол улиц Большая Красная и Гоголя, 1954 год, совместно с Георгием Солдатовым)
- дом культуры имени Кирова (улица Павлюхина, 81, 1955 год, совместно с Георгием Солдатовым)
- жилой дом завода «Теплоконтроль» (улица Павлюхина, 85, 1955 год, совместно с Георгием Солдатовым)
- жилой дом предприятия п/я № 423 (улица Пушкина, 3, 1950-е годы, совместно с Георгием Солдатовым)
- жилые дома по адресам: Клары Цеткин, 30 (1953), Школьная, 5 (1954), Николаева, 5[тат.] (1956), Маяковского, 23а (1956), Искра, 1/4 (1956), Сибирский тракт, 21 (1956)[6]

## Память
- 29 сентября 2004 безымянный проезд, выходящий к дому по адресу Большая Красная улица, дом 57б, в котором П. А.  Саначин проживал в 1954-1974 годах, был назван переулком Саначина[тат.].[7][8]
- В Комсомольском районе Набережных Челнов его именем названа набережная[тат.].[9]

## Семья
- Жена — Саначина (Алексеева) Лидия Дмитриевна (1925-2011).[10]
  - Сын — Саначин Сергей Павлович (1948), архитектор.